# Pałac w Wirach
Pałac w Wirach – zabytkowy pałac z pierwszej połowie XVII w. we wsi Wiry (województwo dolnośląskie), w Polsce, w powiecie świdnickim, w gminie Marcinowice.

## Historia
Pierwotnie renesansowy dwór. Obiekt w ruinie jest częścią zespołu pałacowego, w skład którego wchodzi jeszcze park.